# Jean-Stéphane Bron
Jean-Stéphane Bron ( Lausana, 1969) es un director y guionista suizo, especialmente conocido por sus documentales políticos.

## Biografía
Jean-Stéphane Bron nació en Lausana en 1969.
Se graduó en la Éscuela Cantonal de Arte de Lausana (ECAL).
Sus documentales abordan cuestiones de actualidad como son la crisis de la democracia, la crisis económica o el auge del populismo. Utilizando recursos dramáticos cercanos a los de la ficción, sus películas mantienen una relación particular con el cine de género. Entre sus trabajos se encuentra: Connu de nos services  (Conocido por nuestros servicios) (1997), que aborda el escándalo de los archivos políticos recopilados por la Policía Federal en las décadas de 1970 y 1980; Mais im Bundeshuus / Le Génie helvétique (2003), uno de los grandes éxitos de taquilla del cine suizo  que sigue el trabajo de una comisión parlamentaria encargada de una ley sobre ingeniería genética. The Blocher Experience (2013) presenta un retrato del multimillonario y líder nacional-populista Christoph Blocher. Cleveland vs. Wall Street (2010), sobre la crisis de las hipotecas presentado  en el Festival de Cine de Cannes ( Quincena de Realizadores ), fue nominado a un César en Francia. Su película L'<i id="mwLQ">Opera</i> (2017) tuvo una importante difusión internacional.    Con esta película, que atrajo a más de 200.000 personas en las salas, Jean-Stéphane Bron ganó el Premio del Cine Suizo en 2018, por tercera vez, en la categoría de mejor documental. En 2017, dirigió The Valley, una de las cuatro películas para televisión que componen la colección Shockwaves producida por RTS y el canal franco-alemán ARTE. En 2021, Jean-Stéphane Bron estrenó Cinq nouvelles du cerveau, un largometraje que aborda las inquietantes preguntas relacionadas con los avances en neurociencia y la inteligencia artificial. En 2022, dirigió la serie documental Ma rue de l'Ale, que explora la calle del director en Lausana.
Jean-Stéphane Bron es miembro fundador de la productora Bande à part Films, junto con Ursula Meier, Frédéric Mermoud y Lionel Baier.
Es miembro del jurado del concurso CinéCivic organizado por la Cancillería de Ginebra, que otorgó el premio al periodista Jérémy Seydoux en 2014.
Es miembro del colectivo 50/50 que tiene como objetivo promover la igualdad entre mujeres y hombres y la diversidad en el cine y el sector audiovisual.

## Filmografía

### Director
- 1997 : Connu de nos services, documental
- 1999 : La Bonne Conduite (5 histoires d’auto-école), documental
- 2001 : En cavale, documental TV
- 2003 : Mais im Bundeshuus – Le génie helvétique, documental
- 2006 : Mon frère se marie
- 2009 : Traders, documental TV
- 2010 : Cleveland contre Wall Street, documental
- 2013 : L'Expérience Blocher, documental
- 2013 : Une petite leçon de cinéma: le documentaire, court métrage documental
- 2017 : L'Opéra, documental
- 2018 : La Vallée, inspiré de la fusillade de l'A1
- 2021 : Cinq nouvelles du cerveau, documental
- 2022 : Ma rue de l'Ale, serie documental  4 x 45 minutes

### Coguionista
- 2015 : Maryland , por Alice Winocour
- 2019 : Próxima, de Alice Winocour
- 2022 : Revoir París, de Alice Winocour

### Productor
- 2021 Diario de un conductor de ambulancia, por David Nicolas Parel
- 2021 : Los sanadores, de Marie-Eve Hildbrand
- 2022 : Tanque lleno, de Julia Bünter y Benjamin Bucher

### Actor
- 2013 : Las grandes olas (en el oeste), de Lionel Baier :Philippe de Roulet, el jefe de la radio suiza

## Distinciones

### Premios
Por Cleveland contra Wall Street
- Premio de Cine Suizo Quartz 2011 :Mejor documental
- Festival Internacional de Cine Independiente IndieLisboa: Premio del Público al Mejor Largometraje 2011 [10]
- Cine de París : Premio del Público 2010 [11]
- Festival de Cine de Múnich: Un Futuro Premio: Mención Especial 2010 [12]

Por Mon frère se marie
- Festival Internacional de Cine Francófono de Namur : Bayard de Oro al mejor guión 2006 [13] (con Karine Sudan [14] )

Por Mais im Bundeshuus – Le génie helvétique
- Premio de Cine Suizo 2004 :Mejor documental
- Cine de lo Real : Premio Internacional de Prix international de la Scam: Mención 2004 [15]

Pour La Bonne Conduite (5 histoires d’auto-école)
- Festival Internacional de Cine de Newport : Premio a la Visión Original 2000 [16]
- Festival de Cine Documental DoubleTake: Premio del Jurado 2000 [17]

### Equipo
Por Une petite leçon de cinéma : le documentaire
- Premio de Cine Suizo Quartz 2015 : nominación a mejor cortometraje [18]

Por L'Expérience Blocher
- Premio de Cine Suizo Quartz 2014 : nominación a mejor documental [19] (nominaciones también para Karine Sudan a mejor montaje y Christian Garcia [20] a mejor música de película)
- CPH:DOX, Festival Internacional de Cine Documental de Copenhague Nominaciones para el CPH: Premio Dox 2013 y Premio del Público Politiken 2013
- Festival Internacional de Cine de Moscú :nominación al Golden George 2014 a la mejor película en la competición de documentales

Por Cinq nouvelles du cerveau
- Premio de Cine Suizo Quartz 2021 : nominación al mejor documental [21]
- Premio de Cine Suizo Quartz 2021 : nominación a mejor música original para Christian García [21]